# Região Geográfica Imediata de Iguatu
A Região Geográfica Imediata de Iguatu é uma das dezoito regiões imediatas do estado brasileiro do Ceará, e uma das duas regiões imediatas que compõem a Região Geográfica Intermediária de Iguatu e uma das 509 regiões imediatas no Brasil, criadas pelo IBGE em 2017.
É composta por dez municípios, sendo que o mais populoso é Iguatu.

## Municípios
- Acopiara
- Cariús
- Catarina
- Cedro
- Iguatu
- Jucás
- Mombaça
- Piquet Carneiro
- Quixelô
- Saboeiro